# Je sais que j'ai tort, mais demandez à mes copains ils disent la même chose
Pour plus de détails, voir Fiche technique et Distribution.
Je sais que j'ai tort, mais demandez à mes copains ils disent la même chose est un film français réalisé par Pierre Oscar Lévy, sorti en 1984.

## Synopsis
Un professeur d'arts plastiques demande à ses élèves de réaliser un portrait de Pablo Picasso. Le film se compose d'un montage des enfants commentant leurs œuvres.

## Fiche technique
- Titre : Je sais que j'ai tort, mais demandez à mes copains ils disent la même chose
- Réalisation : Pierre Oscar Lévy
- Scénario :
- Photographie : Michel Haag
- Montage : Pierre Oscar Lévy
- Société de production : Films de l'iris
- Pays :  France
- Genre : Documentaire
- Durée : 10 minutes
- Dates de sortie : 
  -  France : mai 1983 (Festival de Cannes)

## Distinctions
Le film a reçu la Palme d'or du court métrage lors du Festival de Cannes 1983.